# 20 Minutes (France)
Pour un article plus général, voir 20 Minutes.
20 Minutes est un média d'information générale diffusé en France, en Espagne et en Suisse. Le présent article traite uniquement de sa version française.
Il est édité par la société 20 Minutes France.

## Histoire

### Les débuts, de 2002 à 2012

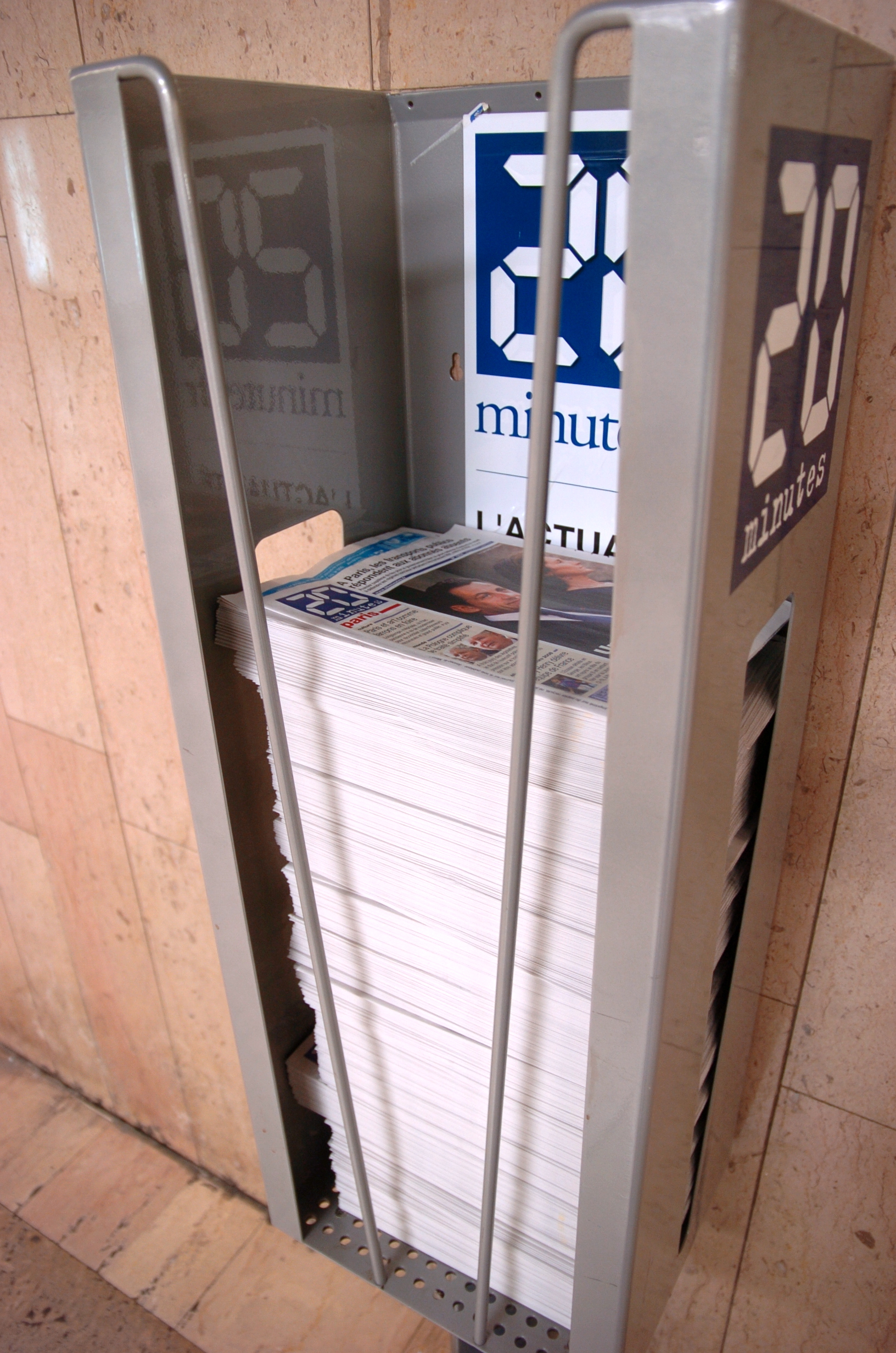
Présentoir d'exemplaires du journal 20 Minutes, le 18 octobre 2007 à Paris.

20 Minutes est un quotidien d'information générale, lancé à Paris le 15 mars 2002 par le groupe norvégien Schibsted. Ce dernier éditait déjà un titre nommé 20 Minutes dans cinq grandes villes européennes. Ce quotidien gratuit se présente comme « un nouveau média, complémentaire de la presse classique » et dit s'adresser à « une nouvelle génération de lecteurs, habitué à une info synthétique, celle de la télé et de la radio » et qui ne lit pas la presse payante. « 20 Minutes n'est pas un journal partisan dans le sens où la rédaction n'entre pas dans les polémiques. Notre promesse est celle de la clarté. Pour autant, ce n'est pas un titre neutre », expliquait Elisabeth Cialdella, alors directrice marketing du titre en 2005. Auditionné par le Sénat en 2007, le président de 20 Minutes France à l'époque, Pierre-Jean Bozo définit ainsi la ligne éditoriale : « Nous faisons du "hard news", c'est-à-dire des faits sans commentaires, avec une information brute, des chiffres, des faits et un visuel. Nous ne prenons pas position politiquement, nous laissons le lecteur se forger son opinion à partir des faits. » À sa création, en 2002, 20 Minutes compte 55 salariés, dont 26 journalistes.
À partir de 2004, 20 Minutes est présent dans six villes de France, à Paris, Lille, Lyon, Marseille, Toulouse, Bordeaux.
En 2007, 20 Minutes lance la version 2.0 du site internet 20minutes.fr, puis en 2008, son site mobile. En mai 2009, des mesures d'économie annoncées par la direction (projet de plan social et non-renouvellement des CDD) déclenchent une grève au sein de la rédaction. Celle-ci entraîne la non-parution du journal le jeudi 28 mai et la fermeture d'une partie du site web,.
En 2009, 20 Minutes lance sa première application mobile pour iPhone, puis en 2011, seulement quelques mois après la sortie de l'iPad en France, son application pour tablette. En 2009, également, le journal change de directeur de rédaction. Corinne Sorin, nommée à ce poste en août 2007, voit les relations se dégrader avec la rédaction, qui vote une motion de défiance à son égard en 2009. Elle est remplacée par Yvon Mézou, président de la holding professionnelle "Bistrots et Comptoirs" dont l'hebdomadaire L'Auvergnat de Paris venait de déposer le bilan,.
Le 6 décembre 2010, la rédaction de 20 Minutes reçoit le grand prix de la presse internationale 2010, décerné par l’Association de la presse étrangère.

### De 2012 à 2018, la marque s'installe
En 2012, l'année de son 10e anniversaire, le journal 20 Minutes atteint une audience record de 4,3 millions de lecteurs par jour. En 2012, dix ans après sa création, 20 Minutes emploie près de 100 journalistes.
Le 1er avril 2013, Acacio Pereira remplace Yvon Mézou en tant que directeur de la rédaction de 20 Minutes. Il assure la double-casquette de directeur et de rédacteur en chef de la rédaction.
Le mardi 17 décembre 2013, la majorité des journalistes du quotidien se met en grève, avec pour motif la suppression de la moitié du service pré-presse et de l'intégralité du service photo, annoncée la veille et entraînant jusqu'à 13 licenciements. Il s'agit de la troisième grève que connaît le journal après une première en 2008, liée au renvoi du rédacteur en chef Johan Hufnagel et une deuxième en 2009, en raison d'une organisation visant à supprimer le secrétariat de rédaction. Cette troisième grève, selon les syndicats SNJ-CGT et SNJ, a été motivée par une « dégradation de l'exigence éditoriale » et par la crainte que « ce titre devienne une marque, un label sans journalistes. Ou juste ce qu'il faut pour assurer un simulacre de crédibilité ». La grève est levée mercredi 18 décembre, sans que les journalistes obtiennent satisfaction.
À partir de 2014, un partenariat est signé entre 20 Minutes et le guide culinaire Gault et Millau. Chaque vendredi, une page de l'édition papier est ainsi rédigée par des collaborateurs du Gault et Millau.
En 2014, l'effectif de l'entreprise est de 201 salariés dont une centaine de journalistes.[réf. souhaitée] En juillet 2015, l'un des concurrents de 20 Minutes, le journal Metronews, interrompt sa parution papier, après son rachat par le groupe TF1. 20 Minutes décide alors de se renforcer sur les réseaux sociaux. 20 Minutes complète aussi sa publication papier par une publication numérique, ce qui fait dire à Olivier Bonsart, en 2014, président et directeur de l'édition française, que 20 Minutes est « un pure player qui édite aussi un journal ». Multipliant les développements sur le mobile et les réseaux sociaux, la marque s'est imposée dans le paysage médiatique français en s'adaptant rapidement aux nouveaux usages. Suivi par près de 2 millions d'inscrits sur Twitter et par plus de 1,7 million de fans sur Facebook, 20 Minutes est le site média français qui génère quotidiennement le plus d'interactions sur les réseaux sociaux (rapport Graphystories, février 2016).
En 2016, 20 Minutes est la deuxième marque de presse la plus puissante en France avec 18,5 millions d'utilisateurs (print, web, mobile et tablette). Le journal 20 Minutes, diffusé dans 11 agglomérations (Paris, Bordeaux, Lille, Lyon, Marseille, Montpellier, Nantes, Nice, Rennes, Strasbourg et Toulouse) demeure le journal le plus lu de France, avec 3,75 millions de lecteurs chaque jour.
En 2016, le groupe belge Rossel rachète les 49,3 % des parts du Norvégien Schibsted. Rossel est donc co-actionnaire principal en compagnie de groupe Sipa - Ouest-France qui détient toujours 49,3 % des parts du groupe.

### 2022 - Lancement d'un magazine et fin des éditions locales
A l'initiative du rédacteur en chef Laurent Bainier, 20 Minutes lance 20 Mint, un magazine gratuit et grand public dédié au Web 3.0. Le premier numéro sera financé par la vente de NFTs — ou jetons non fongibles, en attendant d’attirer des annonceurs.
Les 26 et 27 avril, 999 NFTs représentant des machines à écrire uniques ont été mis en vente sur la plateforme Ethereum. Si les fonds levés sont suffisants, le magazine imprimé dédié au Web 3.0 sera distribué le 16 juin suivant à 400 000 exemplaires dans les rues des plus grandes villes de France.
En mars 2022, plusieurs médias révèlent que 20 Minutes va lancer un plan social devant conduire à la suppression d'une trentaine de postes. Le média gratuit passe de 12 éditions (11 éditions locales et une édition nationale) à deux éditions imprimées, une pour Paris et l'Île-de-France et une édition nationale distribuée en région. 20 Minutes ne sera plus distribué à Nantes, Rennes, Nice et Strasbourg mais seulement en région parisienne, à Lille, Lyon, Marseille, Toulouse, Bordeaux et Montpellier. Ce plan social s'explique par des pertes financières importantes depuis le début de la pandémie de Covid-19 en 2020.

### 2024 - Arrêt de la version papier
Le 16 mai 2024, la direction de 20 Minutes annonce l'arrêt de la version papier du journal pour septembre 2024. Depuis juin 2021, le journal papier ne paraît que trois jours par semaine (lundi, mercredi et vendredi). La dernière édition papier est distribuée le 5 juillet 2024.
Début juillet 2025, la rédaction vote une motion de défiance contre le directeur général Ronan Dubois dénonçant une gestion brutale et inefficace de sa part.

## Ligne éditoriale
Les éditoriaux du quotidien sont engagés en 2005 en faveur du « Oui » lors du référendum sur le traité établissant une constitution pour l'Europe. Commentant la victoire du « Non », le directeur de la rédaction explique que « c’est la France du repli, la France recroquevillée sur ses craintes qui a gagné ce referendum. Elle a succombé à des mois d'un discours social-pleurnichard dans lequel la réalité des faits avait cédé le pas à l’émotionnel collectif ».

## Éditions du journal
Depuis mars 2011, il existe douze éditions en français : une dédiée à onze grandes villes françaises et une édition nationale.
Après avoir été lancé à Paris en mars 2002, le journal est disponible dans dix autres grandes villes françaises :
- 20 Minutes Bordeaux Aquitaine
- 20 Minutes Lille Nord
- 20 Minutes Grand Lyon
- 20 Minutes Marseille Provence
- 20 Minutes Montpellier Languedoc
- 20 Minutes Nantes
- 20 Minutes Nice Côte d'Azur
- 20 Minutes Rennes
- 20 Minutes Strasbourg
- 20 Minutes Grand Toulouse

Chaque édition locale bénéficie de contenus adaptés à l'actualité locale en début de journal.

## Diffusion
20 Minutes est au format « demi-berlinois ». Pour l'année 2019, la diffusion du journal 20 Minutes atteint une moyenne de 932 307 exemplaires diffusés chaque jour.
Depuis le 1er décembre 2021, à la suite de la disparition du journal gratuit CNews, 20 Minutes continue ses parutions trois jours par semaine : lundi, mercredi, vendredi, et devient le dernier journal gratuit distribué jusqu’au 5 juillet 2024, date de la fin de son édition papier.

## Organisation

### Dirigeants
Président :
- août 2001[33]-octobre 2002[34] : Francis Jaluzot
- octobre 2002[34]-janvier 2004[35] : Hervé Pointillart
- janvier 2004[35]-septembre 2012[36] : Pierre-Jean Bozo
- septembre 2012-novembre 2018[36] : Olivier Bonsart
- novembre 2018 - février 2023  : Frédéric Daruty
- depuis février 2023 : Ronan Dubois

Directeur de la rédaction :
- mai 2001[37]-août 2007[38] : Frédéric Filloux
- août 2007[38]-juillet 2009[39] : Corinne Sorin
- juillet 2009[39] - 31 mars 2013[40] : Yvon Mézou
- avril 2013 - décembre 2018 : Acacio Pereira
- décembre 2018[41] - septembre 2023 : Armelle Le Goff
- depuis septembre 2023 : Fanny Annoot Oualia

### Capital
Jusqu'en 2016, 20 Minutes France SAS est détenu à 50 % par Schibsted, l’un des plus grands groupes scandinaves de médias, et par le groupe Sipa Ouest-France (éditeur du 1er quotidien français payant).
Le 7 janvier 2016, Schibsted cède sa participation au capital de 20 Minutes au Groupe Rossel.
20 Minutes est aujourd'hui codétenu par le groupe SIPA - Ouest-France (50 %, par le biais de ses filiales Spir Communication et Sofiouest qui détiennent un quart du capital chacune) et par le Groupe Rossel (50 %).

### Évolution du chiffre d'affaires
| Année              | 2007  | 2008  | 2009 | 2010 | 2011 | 2012 | 2013 | 2014 |
| ------------------ | ----- | ----- | ---- | ---- | ---- | ---- | ---- | ---- |
| Chiffre d'affaires |       | 50,4  | 49,3 | 52,4 | 60,6 | 58,4 | 51,5 | 46,5 |
| EBITDA             | - 1,7 | + 0,7 | 0,8  | 3    | 2,5  | 1,5  | -1,8 | 0,9  |

C'est en 2007 que l'activité papier du journal 20 Minutes est pour la première fois rentable. En 2008, l'ensemble de la société 20 Minutes France le devient à son tour.

## Audience
En 2016, selon l'Alliance pour les chiffres de la presse et des médias, avec 18,5 millions d'utilisateurs (print, web, mobile, tablette) chaque mois, 20 Minutes est la deuxième marque de presse d'information la plus consommée en France, après Le Figaro et avant Le Monde.
Chaque jour, la marque rassemble 5 millions d'utilisateurs sur l'ensemble de ses supports (hors tablette). En termes d'audience, 20 Minutes est la marque de presse d'info no 1 au quotidien.[réf. souhaitée]

## Marque sur le numérique
Le site 20minutes.fr est lancé en 2007. Il se classe dès 2011 dans le top 3 des sites d'info français les plus puissants[non neutre].
En avril 2016, le site de 20 Minutes se classait quatrième parmi les audiences des sites de presse avec plus de 6,5 millions de visiteurs uniques, selon Médiamétrie.
Il est le 3e site Internet d'info généraliste le plus visité en France avec plus de 62 millions de visites totales et plus de 164 millions de pages vues selon les chiffres publiés par l'ACPM pour le mois de juin 2016.
Sur mobile, 20 Minutes enregistre 5,6 millions de visiteurs uniques par mois et 2,8 millions de visiteurs uniques sur tablette. Le nombre de mobinautes a été multiplié par 3 en 2 ans.
Un tiers du trafic numérique de 20 Minutes est issu des réseaux sociaux.

## Identité visuelle (logo)

Ancien logo de 20 Minutes du 15 mars 2002 au 10 avril 2018.
Logo de 20 Minutes du 11 avril 2018 au 9 juin 2021.
Logo de 20 Minutes du 9 juin 2021 au 27 janvier 2025.
Logo de 20 Minutes depuis le 27 janvier 2025.
Logo alternatif de 20 Minutes depuis le 27 janvier 2025.

## Controverses
- En décembre 2010, quelques heures avant le bouclage du numéro de l'édition lyonnaise, 20 Minutes refuse d'éditer les quatre pages de publicités pour le diocèse de Lyon à cause de la présence du texte intégral de la prière « Je vous salue Marie ». 20 Minutes affirme refuser les publicités à caractère religieux, tandis que le diocèse affirme que ce n'était pourtant pas leur première publicité[51],[52],[53].
- Le mercredi 22 janvier 2014, la une du journal sur le film Twelve Years a Slave déclenche une polémique, en raison de son titre : « Un film coup de fouet »[54]. Selon le directeur général de SOS Racisme, il s'agit d'« un mauvais jeu de mots » et « l’expression de préjugés mal venus » ; le directeur de la rédaction de 20 Minutes se défend en expliquant que « l'expression vise à manifester le choc ressenti au visionnage du film[55]. »
- Deux ans plus tard, en 2016, le titre lié à l'attentat de Grand-Bassam en Côte d'Ivoire, « 14 civils tués dont 4 blancs », est également fortement critiqué sur les réseaux sociaux[56].
- Une autre polémique agite le site du journal à l'occasion des huitièmes de finale du championnat d'Europe de football en 2016. Un article de 20minutes.fr qualifiant le Portugal de « dégueulasse » dans un titre (« Ce Portugal est dégueulasse mais il est en quarts »), après sa victoire contre la Croatie, le 25 juin 2016, provoque la colère de la communauté portugaise de France[57],[58].

Un titre « provocateur », selon Le Parisien, quotidien concurrent, qui témoigne de la colère des fans de la sélection portugaise jugeant l'expression « raciste » et « blessante ». Le journaliste à l'origine du titre reçoit des menaces de mort. Le directeur de la rédaction, reconnaissant toutefois que le titre était « inapproprié », lui apporte son soutien.